# Claudius (Automarke)
Claudius war eine französische Automarke.

## Unternehmensgeschichte
Unter dieser Marke wurden 1903 Automobile vermarktet.

## Fahrzeuge
Im Angebot stand nur ein Modell. Dies war eine Voiturette. Für den Antrieb sorgte ein Einbaumotor von Aster mit 4,5 PS Leistung. Besonderheit war, dass die Motorleistung wahlweise über Riemen oder über eine Kardanwelle an die Hinterachse übertragen wurde.